# Grazzano Badoglio
Grazzano Badoglio là một đô thị ở tỉnh Asti vùng Piedmont thuộc Ý, nằm ở vị trí cách khoảng 50 km về phía đông của Torino và khoảng 15 km về phía đông bắc của Asti. Tại thời điểm ngày 31 tháng 12 năm 2004, đô thị này có dân số 655 người và diện tích là 10,4 km².
Grazzano Badoglio giáp các đô thị: Casorzo, Grana, Moncalvo, Ottiglio và Penango.

## Người Grazzano nổi bật
Pietro Badoglio (1871–1956).